# ألكسندرا جوهاز
ألكسندرا جوهاز (بالإنجليزية: Alexandra Juhasz)‏ هي كاتِبة أمريكية، ولدت في 12 مارس 1964.

## وصلات خارجية
- ألكسندرا جوهاز على موقع IMDb (الإنجليزية)